# 屈尔河畔日安
屈爾河畔日安（法語：Gien-sur-Cure，法語發音：[ʒjɛ̃ syʁ kyʁ]）是法国涅夫勒省的一个市镇，属于希农堡（城）区。

## 地理
屈尔河畔日安（47°8'14"N, 4°5'58"E）面积11.04 平方千米，位于法国勃艮第-弗朗什-孔泰大區涅夫勒省，该省份为法国中部省份，北至约讷省，西北接卢瓦雷省，西接谢尔省，南至阿列省，东南接索恩-卢瓦尔省，东临科多尔省。
与屈尔河畔日安接壤的市镇（或旧市镇、城区）包括：莫尔旺地区穆、阿诺、屈西昂莫尔旺、梅内赛尔、普朗谢。

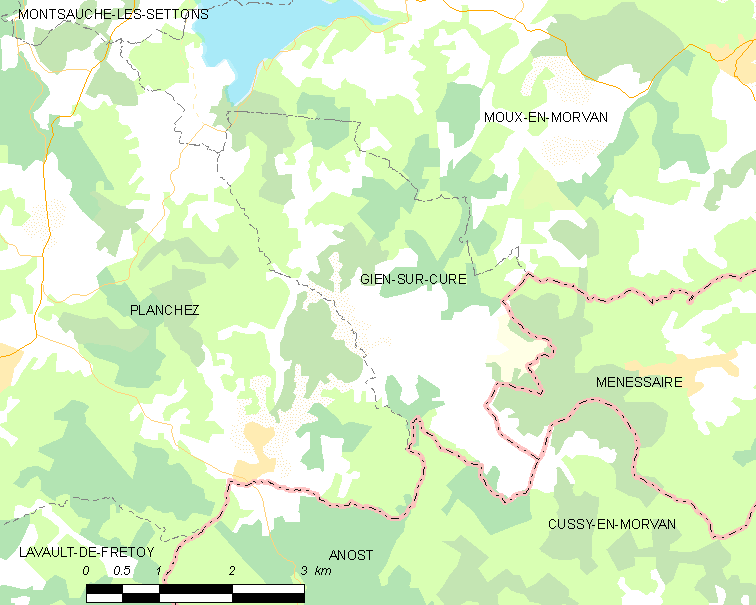
屈尔河畔日安的OSM定位图

屈尔河畔日安的时区为UTC+01:00、UTC+02:00（夏令时）。

## 行政
屈尔河畔日安的邮政编码为58230，INSEE市镇编码为58125。

## 政治
屈尔河畔日安所属的省级选区为希农堡县。

## 人口

1962-2008年间屈尔河畔日安人口变化图示

屈尔河畔日安于2022年1月1日时的人口数量为90人。